# Свете
Све́те или Швете (латыш. Svēte, лит. Švėtė) — река на севере Литвы и юге Латвии, приток реки Лиелупе (бассейн Балтийского моря). В верховьях в засушливые года пересыхает.
Длина реки составляет 123 км (в Латвии 75 км), и площадь её бассейна — 2380 км² (в Латвии 1873 км²).
Река берёт начало вблизи деревни Туломинай, в 16 км юго-восточнее Куршеная. Впадает в реку Лиелупе в 8 км к северо-западу от Елгавы. Протекает через Шяуляйский и Ионишкский районы Литвы и Терветский и Елгавский края Латвии.

## Притоки

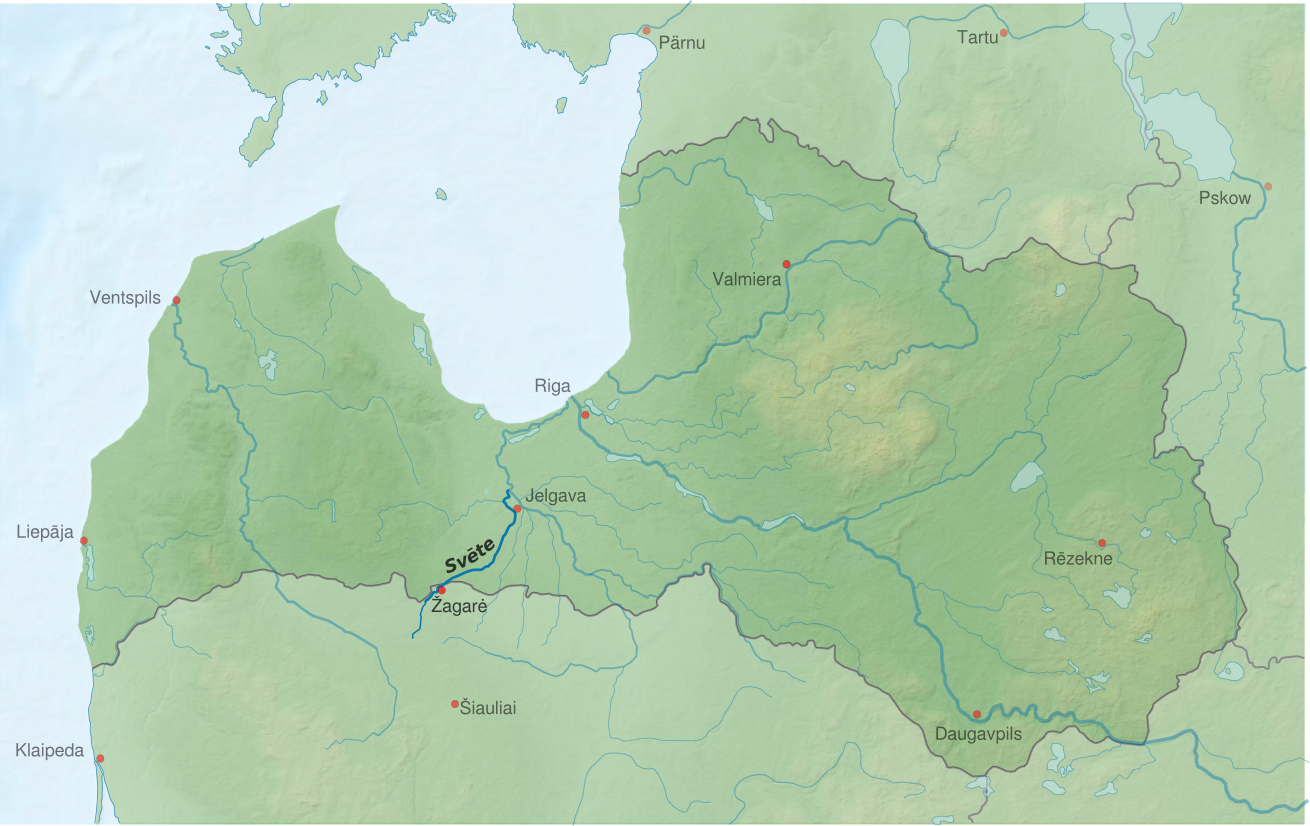

- Шакина
- Жаре
- Тервете
- Ауце
- Берзе
- Жвайрилас
- Букишкис
- Юодупис
- Катмильжис
- Вилце[латыш.].